# Estadio Villarea
El estadio Villarea es un estadio de fútbol situado en la localidad de Valdesoto, en el concejo asturiano de Siero en España. En este estadio disputa sus partidos como local el Valdesoto CF de la Regional Preferente de Asturias. El estadio tiene unas dimensiones de 90 metros de largo por 60 m de ancho y una capacidad aproximada para 1000 espectadores además de contar con césped natural. El estadio fue inaugurado en 1972.
Además de contar con este estadio el club también cuenta con un campo en el que realiza sus entrenamientos de manera habitual que se llama Villarea II y cuyo terreno de juego es de tierra.